# Sołopinki
Sołopinki – dawna kolonia i osada młyńska. Tereny na których leżały znajdują się obecnie na Białorusi, w obwodzie witebskim, w rejonie brasławskim, w sielsowiecie Druja.

## Historia
W czasach zaborów w gminie Druja, w powiecie dzisieńskim, w guberni wileńskiej Imperium Rosyjskiego
W latach 1921–1945 zaścianek a następnie kolonia i osada młyńska leżały w Polsce, w województwie wileńskim, w powiecie dziśnieńskim, od 1926 w powiecie brasławskim, w gminie Druja.
Według Powszechnego Spisu Ludności z 1921 roku zaścianek zamieszkiwało 28 osób, 25 było wyznania rzymskokatolickiego, 2 ewangelickiego a 1 staroobrzędowego. Jednocześnie 27 mieszkańców zadeklarowało polską przynależność narodową a 1 rosyjską. Było tu 6 budynków mieszkalnych. 
W 1931:
- kolonię w 2 domach zamieszkiwało 12 osób[5].
- osadę młyńską w 4 domach zamieszkiwało 26 osób[5].

Wierni należeli do parafii rzymskokatolickiej i prawosławnej w Drui. Miejscowość podlegała pod Sąd Grodzki w Drui i Okręgowy w Wilnie; właściwy urząd pocztowy mieścił się w Drui.